# Bahmut (râu din Ucraina)

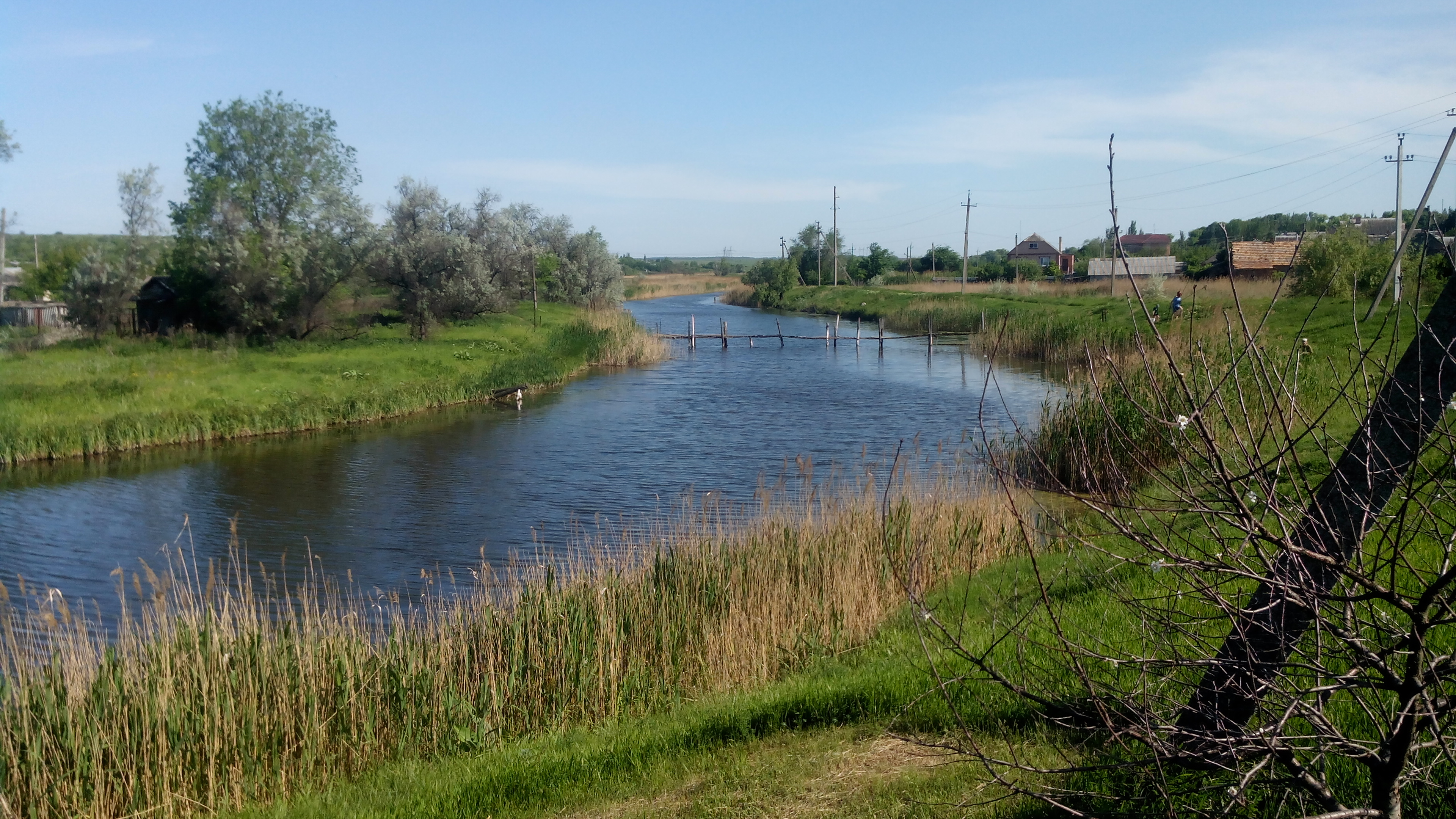

Bahmutul (în ucraineană Бахмут) sau Bahmutka (în ucraineană Бахмутка) este un râu în regiunea Donețk din Ucraina, care curge în principal prin raionul Bahmut, afluentul drept al râului Doneț.

## Toponimia
Originea numelui Bahmut nu a fost stabilită definitiv. Unii autori derivă numele din cuvântul tătar Magomet sau Mahmud (în tătară Bachmat, Bachmut „demn de laudă” Alții cred că la baza hidronimului Bahmut stă apelativul ucrainean de origine tătară pahmat „rasă de cai scunzi”, ceea ce este mai probabil. Se știe încă din secolul al XVIII-lea, conform academicianului rus Pallas, că în stepele de est ale Ucrainei, adică în valea Bahmutkăi, pășteau herghelii de bahmeți (tarpani) - cai sălbatici scunzi.

## Cursul râului
Izvorăște dintr-o depresiune mlăștinoasă de pe versantul nordic al lanțului deluros Doneț la nord de orașul Gorlovka, situată la o altitudine de 235 m deasupra nivelului mării. De aici curge spre nord prin raionul Bahmut și se varsă în Doneț lângă satul Dronovka. 

## Afluenți principali
Afluentul principal este Mokraia Plotva (pe dreapta).

## Hidrografia

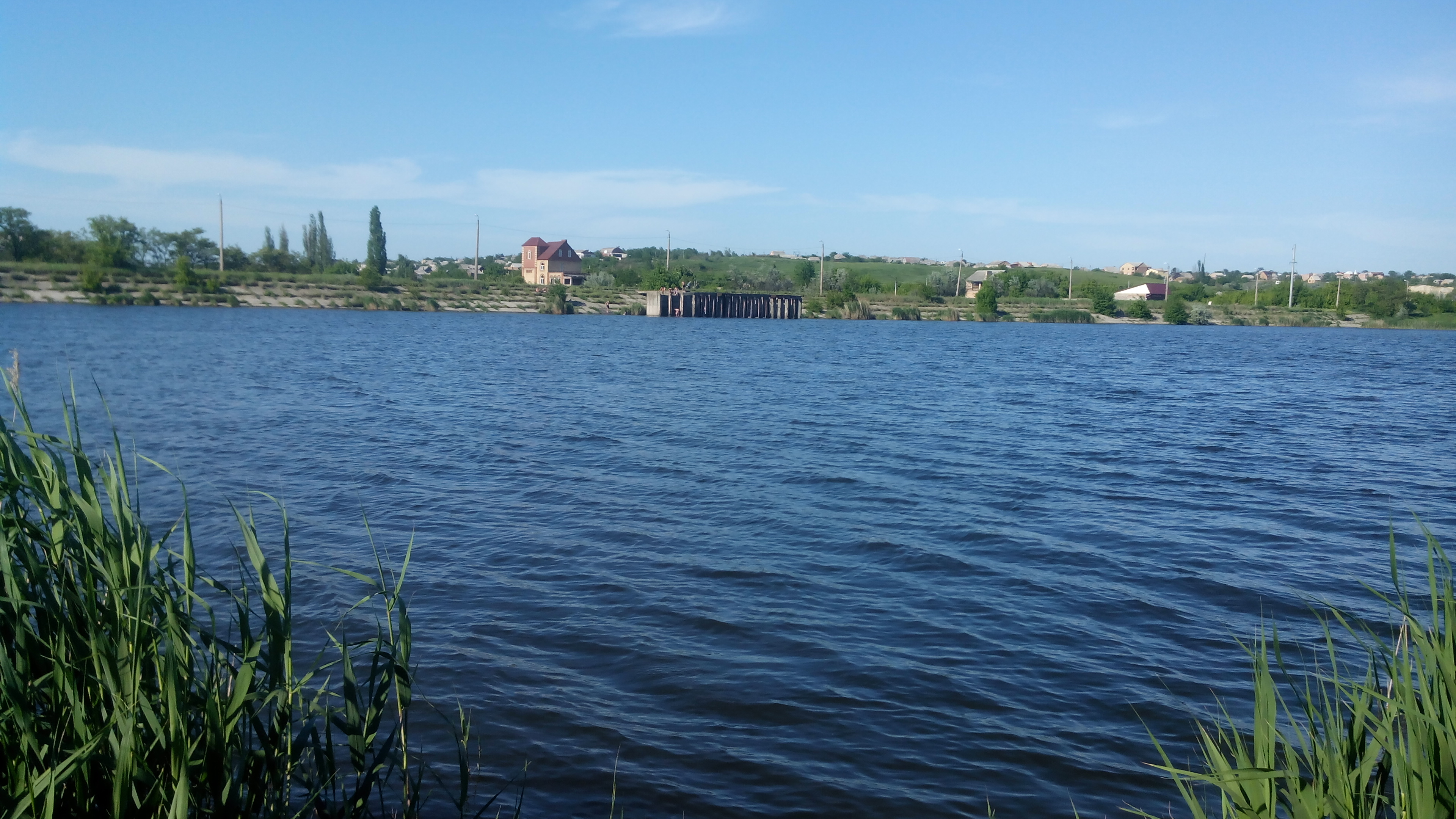

Are  o lungime de 88 km, adâncimea 1-3,5 m, suprafața bazinului hidrografic al râului este de 1680 km².  Valea Bahmutului în cursul superior al râului are formă de V, în aval este trapezoidală și are o lățime de la 700 m până la 3 km. Lățimea predominantă a văii râului este de 1,5–2,5 km. Pantele văii râului sunt moderat abrupte, pe alocuri escarpate (destul de abrupte).  Lunca inundabilă în cursul superior al râului este mlăștinoasă, și are o lățime de la 100-150 m până la 600 m, de obicei 200 m. Albia râului este moderat șerpuitoare, și are o lățime de 15-20 m. Panta râului este de 2,1 m/km.
Alimentarea râului este din zăpezi și ploi. În timpul apelor mari de primăvară, lunca râului Bahmut în cursul inferior este inundată (având o adâncime de până la 2 m). Gheața apare la începutul lui decembrie, stratul de gheață este instabil și persistă până la mijlocul lui martie.

## Utilizarea apei
Debitul râului este reglat de 4 lacuri de acumulare (în special de lacul de acumulare Bahmut (Artemovsk), care aparține sistemului canalului Doneț - Donbass⁠(d)) și numeroase baraje pentru irigații și alimentarea cu apă de uz casnic (apă menajeră) și apă industrială a întreprinderilor. Pe malul Bahmutului, lângă orașul Bahmut se află o zona de recreere. Albia râului Bahmut a fost curățat în unele zone; pe maluri se află locuri de recreere.

## Orașe pe Bahmut
Pe Bahmut se află orașele Bahmut, Seversk.

## Istoric
În trecut, Bahmutul era navigabil, pe malurile sale în 1571 a fost construită o fortăreață pentru a proteja granițele de sud ale Statului Moscovit (Moscovia) de incursiunile tătarilor din Crimeea.